# Calosia binigra
Calosia binigra är en tvåvingeart som först beskrevs av Malloch 1938.  Calosia binigra ingår i släktet Calosia och familjen parasitflugor. Inga underarter finns listade i Catalogue of Life.